# Batalha de Pandarane
A Batalha de Pandarane foi um confronto militar ocorrido em 1504, entre as forças navais do governador Lopo Soares de Albergaria e uma frota do sultão mameluco do Cairo. Saldou-se numa vitória para os portugueses.